# Oplonia linifolia
Oplonia linifolia là một loài thực vật có hoa trong họ Ô rô. Loài này được (Benoist) Stearn mô tả khoa học đầu tiên năm 1971.